# A.A.A. Detective chiaroveggente offresi
A.A.A. Detective chiaroveggente offresi (Second Sight) è un film commedia del 1989 diretto da Joel Zwick.

## Trama
Boston. Il detective Wills indaga sulla sparizione di una persona probabilmente rapita, collaborando con il sensitivo Bobby McGee.

## Accoglienza
Il film uscito nei cinema negli Stati Uniti d'America il 3 novembre 1989 ha incassato 5,3 milioni di dollari ed oltre a rivelarsi un flop ebbe anche critiche negative.